# 科林·坎特韋爾
科林·坎特韋爾（英語：Colin Cantwell，1932年8月22日—2022年5月21日）是一名美國概念藝術家和導演，因其在《2001太空漫遊》和《戰爭遊戲》等電影中的工作而知名，但最主要為開發了一些標誌性的《星際大戰》交通工具，其中最亮眼的是X翼戰機、鈦戰機和死星。

## 事業
在受雇於美國國家航空暨太空總署時，坎特韋爾CBS新聞工作室裡協助華特·克朗凱解說阿波羅11號登月的過程。
七零年代初，坎特韋爾受雇於弗利特科學中心，為一個早期的多媒體演示製作效果並擔任導演，該演示名為《Voyage to the Outer Planets》（1973年），將展示一個航天器在太陽系外行星的巡遊。
此前，坎特韋爾曾受雇與道格拉斯·特蘭布一起為史丹利·庫柏力克的電影《2001太空漫遊》製作視覺效果。1974年，坎特韋爾受雇為《星際大戰》原版電影工作。根據盧卡斯的指示，他創造了許多交通工具的原始模型，包括X翼戰機、Y翼戰機、鈦戰機、滅星者、死星、坦特維四號飛船（最初預計是千年鷹號）、陸行艇和沙漠爬行者。坎特韋爾的原始設計被羅夫·麥奎瑞與喬·約翰斯頓等概念藝術家進一步發展。坎特韋爾的一個概念模型曾在電影中被使用，當時路克在與C-3PO交談時玩弄著它。坎特韋爾的一個原始滅星者設計被進一步開發用於2018年的，但最終沒有使用，儘管風火輪確實推出了一個玩具版本。
坎特韋爾與惠普公司協商開發他們的HP 9845C台式電腦，該電腦是為圖形任務所設計的，還創建了一個演示包以展示其功能。之後他使用HP 9845C台式電腦為1983年電影《戰爭遊戲》中北美防空司令部的大型顯示器設計和製作計算機圖形。
2014年，坎特韋爾的收藏中被拍賣出一些物品，總額為118,732.50美元。

## 個人生活
坎特韋爾的叔叔羅伯特·坎特韋爾是一名美國評論家和作家，他的曾曾祖父之一麥克·西蒙斯是19世紀的美國拓荒者。
據其伴侶賽拉·達爾（Sierra Dall）所述，坎特韋爾於2022年5月21日在科羅拉多州的家中逝世。達爾也曾說他在其生命的最後幾年被阿茲海默症所折磨。

## 獲獎
1984年，坎特韋爾因其在《戰爭遊戲》中的工作而被提名第37屆英國學院電影獎最佳特殊視覺效果獎。而贏得了該獎項。

## 外部連結
- 官方网站
- 科林·坎特韋爾在互联网电影资料库（IMDb）上的資料（英文）